# Bit Adini

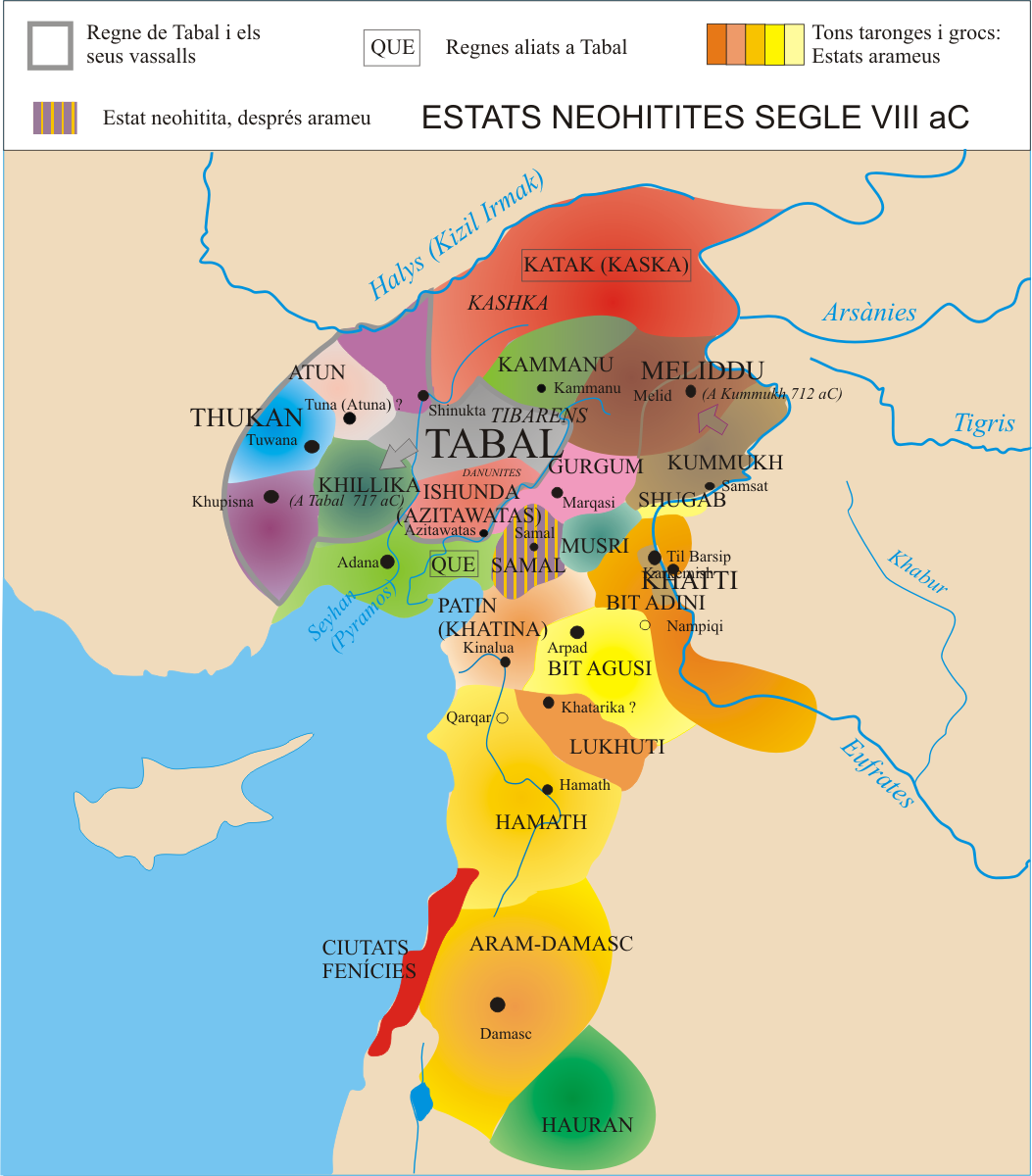
Estats arameus i neohitites al segle VIII aC

Bit Adini fou un important estat arameu situat principalment a l'oest de l'Eufrates però amb diverses possessions a la part oriental. El seu centre principal fou Til Barsip, prop de la moderna Biredjik, i que correspon a Tell Ahmar o Tell al-Ahmar. Aquesta zona es deia Ashtata durant l'imperi Hitita i depenia del regne hitita de Karkemish. S'hauria fundat per l'emigració d'arameus a partir del 1185 aC durant molts anys fins que el domini es va consolidar al segle xi aC. Però llavors encara no existia el regne.
Suposadament s'esmenta per primer cop sota Ashurrabi II 1013-972 aC. En aquest temps els arameus haurien fundat un estat que segurament depenia del rei d'Hamath i estava format per la zona al sud de Karkemish fins al Bisuru (mont Bishri). No podia portar el nom de Bit Adini, ja que aquest nom no el va agafar fins vers el 900 aC. Durant el segle x aC els arameus es va estendre com emigrants al nord cap a Musri o Masuwari, un estat neohitita al nord i van arribar ser majoria en molts llocs d'aquest el que després del 900 aC, quan l'estat es va fer independent sota el rei Adini, que li va donar nom, va facilitar l'ocupació d'aquests territoris.

## Història
El 883 aC Assurnasirpal II (884-859 aC) va envair Kummukh (Commagena) potser per exigir el pagament del tribut; el regne es va sotmetre sense lluita i abans d'acabar la tasca prevista la presència del rei fou demanada a la riba de l'Eufrates on els aramaeus vivien en agrupacions tribals o en ciutats, algunes independents i altres dependents d'Assíria i amb governadors assiris; una d'aquestes comunitats era Bit Khalupe (moderna Halebe), a mig camí entre el Balikh i el Khabur, i estava governada per l'assiri Khamitai; estant Assunasirpal II a Kummukh va esclatar una revolta a Suru, la capital o ciutat principal de Bit Khaluppi o Bit KHalepe i el governador fou assassinat i com a cap es va erigir Akhiyababa, vingut de Bit Adini, i de condició humil, potser un agent del rei Adini. El rei assiri amb el seu exèrcit es va dirigir cap allí i es va aturar a Sadikan o Gardikan (moderna Arban, a la riba del Khabur) on va rebre el tribut d'un príncep arameu, Shulman-khaman-ilaniy; després es va aturar a Shuma on va rebre el tribut del príncep de Katnu (no identificada), Ilu-Adad. La notícia de la seva arribada es va saber a Bit Khaluppi o Bit Khalupe que immediatament es va rendir; però el rei no ho va acceptar, i va atacar la ciutat i va forçar l'entrega de tots els que havien participat en la revolta; als oficials els va fer tallar les cames; els nobles que havien pres part a la rebel·lió foren executats i els seus cossos acumulats en una piràmide a la porta de la ciutat; aquesta fou saquejada i destruïda; Akhiyababa fou fet presoner i enviat a Nínive on fou espellat i la seva pell va adornar les muralles de la fortalesa; Azilu fou nomenat nou governador assiri. Els prínceps arameus de Laqu (Laqi, a la riba nord de l'Eufrates al sud de Suru la capital de Bit Khaluppi) i Khindanu (de situació dubtosa; podria ser la clàssica Giddan al sud de l'Eufrates més avall de Mari) van enviar el tribut mentre el rei era a Suru; també va enviar el tribut un altre poble arameu, els shuhites de Suhi o Shuhi, tribut que va portar el mateix rei Ilubani amb els seus fills, que va anar directament a Nínive.
El 877 aC el rei assiri va sortir de Kalah l'11 de juny i va tornar a la zona per seguir reprimint als arameus que segurament mantenien la resistència instigats per Bit Adini. La capital era llavors era Kap-Rabi (Gran Roca) una fortalesa inexpugnable, amb molts habitants i sempre desafiant; només amb la conquesta d'aquest lloc es podria posar fi a les revoltes. Assurnasirpal va optar finalment per assetjar Kap-Rabi, que va conquerir; 800 defensors foren executats i 2400 fets presoners; la ciutat fou arrasada. El príncep arameu de Bit Adini, Akhum o Akhuni, es va sotmetre i va pagar tribut. El príncep de Til Abni, a l'altre costat de l'Eufrates, Khabin, va seguir el mateix camí. L'efecte fou ràpid: els estats arameus que no havien pagat el tribut van córrer a fer-ho i la resta del regnat ja no hi va haver més conflictes a la zona. Els arameus no obstant van conservar completa autonomia interna mentre paguessin el tribut que només els donava dret a no ser atacats per Assíria.
El 867 aC va fer una nova campanya, sortint de Kalah l'11 de maig, passant per Kipan i Izalla, fins a Kummukh, Qurkhi, i les terres del mont Masius. La campanya fou per recaptar tribut. De Kumukh va baixar per l'Eufrates pel país de Kubbu (potser Shugab o bé les terres al sud d'Haran) arribant fins a les ciutats d'Umalia i Jiranu al país d'Adani (Bit Adini?), a l'est del país de Khati (regió de Karkemish) que va destruir. No obstant no és segur que aquestes ciutats fossin de Bit Adini.
Després de la submissió per Assurnasirpal II el 877 aC, Bit Adini es va recuperar lentament. Van continuar la seva progressió cap al nord, i van dominar més territoris de Musri, inclosa la capital Masuwari que fou rebatejada amb el nom arameu de Til Barsip (Tarbusiba) i situada avui dia a Tell Ahmar a pocs quilòmetres al nord-oest de Biredjik. No se sap segur que va passar durant el regnat d'Akhuni que va provocar les hostilitats amb Assíria, però probablement un impagament o un retard del tribut. El país fou envaït el 859 aC arrasant algunes ciutats (Lala'ati, Bur Mar'âna i Pakarrukhbuni) però sense atacar la capital. Des de Bit Adini el rei assiri va passar al país de Gurgum (o Gamgum), al nord de l'estat arameu, on regnava Matalla, que va pagar tribut; després va passar al regne de Samal (Sam'al) on regnava Khanu o Kha'anu, que era aliat de Sapulumi de Patin, del mateix Akhuni de Bit Adini i de Sangara de Khati o Karkemish. El rei Khanu fou derrotat al naixement del riu Salvar, al peu de les muntanyes Amanus; després els assiris van travessar l'Orontes i van ocupar la fortalesa d'Alizir, que pertanyia a Sapulumi de Khattim, que va fugir i va atreure a l'aliança contra assíria al rei de Kui o Kati (potser el regne de Que, el nom del rei no està indicat), al rei Pikhiris de Khilikki (Cilícia) i al rei Bur Anati de Yasbuk, però els aliats foren derrotats per Salmanassar III (859-824 aC) i en la batalla el príncep Bur Anati va caure presoner; 25000 soldats de la coalició van morir, i el territori de la costa del golf d'Issos (golf d'Alexandretta o Hatay) incloent diverses ciutats (Jazaz, Nulia i Butanu) fou assolat.
El 858 aC Salmanassar III va tornar a Bit Adini i va assetjar Til Barsip que ara era la capital; el rei va poder fugir i fou perseguit sent atrapat a la fortalesa de Shitamrat a l'altre costat de l'Eufrates; el país fou devastat i fins i tot una fortalesa del rei de Karkemish va patir la fúria assíria. Khaian rei de Samal, Aramu rei de Bit Agusi, Sangara rei de Karkemish i Katazilu rei de Kummukhi (Kummuy) van enviar tribut. Salmanassar va abandonar la zona cap a Nairi.
Altre cop va tornar a Bit Adini el 857 aC. El setge de Til Barsip sembla que s'havia mantingut des de l'any anterior i quan el rei va tornar va capitular. La resistència es va enfonsar, la fortalesa de Nappig (a l'oest de l'Eufrates) que resistia, també es va rendir, i el país fou annexionat. Es va nomenar un governador, i colons d'Assíria hi van anar a establir-se. La darrera posició que va mantenir la resistència fou Shitamrat, on Akhuni fou capturat i cal suposar que va ser executat.
Cada vegada que els assiris van estar a Bit Adini, piràmides de caps tallat es van posar a les portes de les ciutats que eren atacades, i moltes ciutats foren destruïdes i cremades. El 856 aC Bit Adini era una província assíria i Til Barsip (també anomenada Bit Adini) fou rebajateja amb un nom assiri (Port de Salmanassar) i esdevingué la capital i la seu de la guarnició. Va romandre en poder d'Assíria fins al 611 aC quan la va ocupar el rei caldeu de Babilònia Nabopolassar, però ja no va recuperar la seva importància.
Salmanassar III va dominar la part del país de Musri que Bit Adini havia conquerit però la resta hauria seguit independent. A la batalla de Qarqar o Karkar el 854 aC s'esmenta la presència d'un contingent de 1000 homes del regne de Musri. Tots els participants a aquesta batalla eren de la zona de Cilícia, Síria, Fenícia i Palestina. Musri devia ser un dels estats menys importants, ja que aporta relativament pocs homes (1000), però el doble que el regne de Que, a les muntanyes Amanus. Després de la derrota de Qarqar, en els mesos o anys següents el governador de Bit Adini hauria conquerit tot l'estat de Musri per a Assíria. El governador assiri més conegut fou Shamshi-ilu possible fill de Gayah que operava vers 750/740 aC.

## Reis de Bit Adini
- Adini vers 900 aC
- Akhuni bar Adin abans del 876 aC - després del 858 aC